# アルトゥール・アクスマン

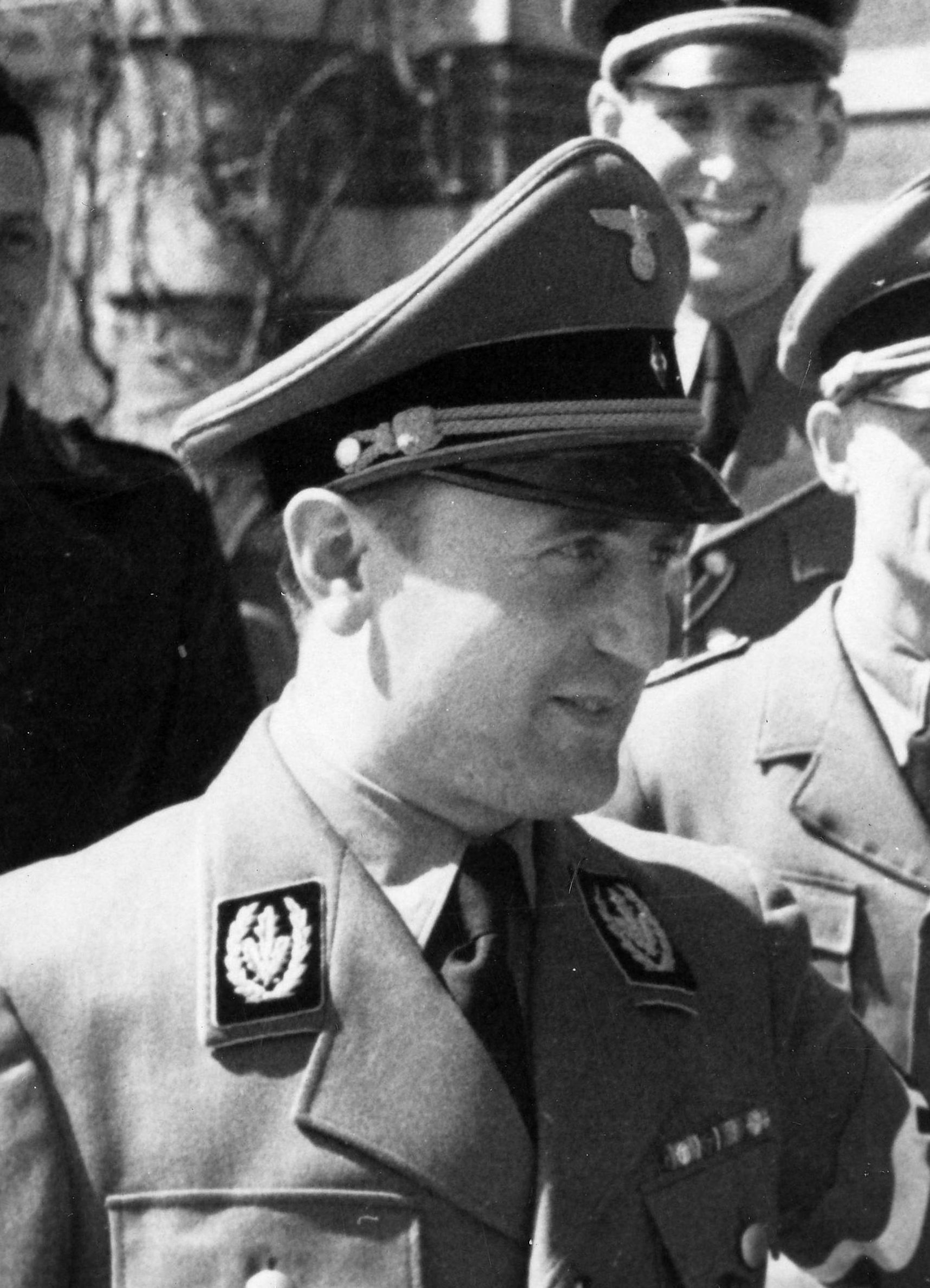
アルトゥール・アクスマン（1942年）

アルトゥール・アクスマン（Artur Axmann、1913年2月18日 - 1996年10月24日）は、ドイツの政治家、軍人。国家社会主義ドイツ労働者党全国青少年指導者。初代全国青少年指導者バルドゥール・フォン・シーラッハの後任としてヒトラー・ユーゲントを指導した。

## 略歴
1913年2月にハーゲンに生まれた。法学を学びながら、1928年にはヴェストファーレンで最初のヒトラー・ユーゲントを組織した。ナチス党の青年細胞をまとめ、1932年には若くしてナチス党の党首脳部である全国指導者の一人となった。1933年には全国青少年指導者（ヒトラー・ユーゲント団長）バルドゥール・フォン・シーラッハの事務所の長となった。ヒトラー・ユーゲントの職業訓練や農業奉仕の仕事の監督にあたった。
第二次世界大戦開戦後の1940年5月には西部戦線に従軍した。同年8月にシーラッハから全国青少年指導者の地位を引き継ぐ。アクスマンは戦争の激化で枯渇していた人的資源の代替としてヒトラーユーゲントを利用し、消防・郵便・ラジオなどの分野にユーゲントの隊員が投入された。アクスマン自身も1941年に東部戦線で右腕を切断する重傷を負っている。1943年以降、戦局が悪化するとユーゲント隊員は兵として動員されたが、十分な装備や訓練を受けない彼らは多くの死傷者を出した。ヒトラーユーゲントはベルリンの戦いにおいても戦闘に参加した。
1944年1月4日には、異例のドイツ勲章の生前授与をされている（また、同勲章の最後の受賞者でもある）。ベルリンの戦いの際には総統地下壕にいたが、ヒトラーの自殺後、ナチ党官房長で総統秘書のマルティン・ボルマンや総統侍医ルートヴィヒ・シュトゥンプフエッガーとともに5月1日深夜に脱出した。赤軍の攻撃が激しいため、ボルマンやシュトゥンプフエッガーらと別れて副官と別方向に向かったが、やはり敵の攻撃が厳しく、ボルマン達の方へと戻ったところ、二人が死亡しているのを確認した。この時、遺体の死因を確認できなかったため、アクスマンは二人が自殺したことを知らなかった。ベルリン脱出後は「エーリヒ・ジーヴェルト」の偽名で、他のナチス関係者と共に地下活動を行った。1945年12月、活動が発覚したのに伴いリューベックで連合軍に逮捕された。1949年5月、ニュルンベルク継続裁判にかけられ、懲役3年3か月の刑を受けた。
戦後はゲルゼンキルヒェンやベルリンでセールスマンとして働いた。1958年に西ドイツの法廷から、彼の財産の半分にあたる35,000マルクをヒトラーユーゲントを指導したことについての罰金として課すと宣告された。1995年に自伝「"Das kann doch nicht das Ende sein." Hitlers letzter Reichsjugendführer erinnert sich.」を出版した。1996年にベルリンで死去。